# أرييل أورتيغا
أرييل أرنالدو أورتيغا (بالإسبانية: Ariel Ortega)، من مواليد 4 مارس 1974 في سان مارتن في الأرجنتين، لاعب كرة قدم أرجنتيني معتزل.
لعب مع منتخب الأرجنتين لكرة القدم بين عامي 1993 و2004، وشارك معهم في 86 مباراة وسجل 17 هدف.

## روابط خارجية
- أرييل أورتيغا على موقع الاتحاد الدولي (مؤرشف)  (الإنجليزية)
- أرييل أورتيغا على موقع الاتحاد الأوربي (الإنجليزية)
- أرييل أورتيغا على موقع اتحاد تركيا (لاعب) (الإنجليزية)
- أرييل أورتيغا على موقع قاعدة بيانات كرة القدم.إي يو (الإنجليزية)
- أرييل أورتيغا على موقع ليكيب (الفرنسية)
- أرييل أورتيغا على موقع ناشيونال فوتبول تيمز (الإنجليزية)
- أرييل أورتيغا على موقع Soccerway.com (الإنجليزية)
- أرييل أورتيغا على موقع عالم كرة القدم.نت (الإنجليزية)
- أرييل أورتيغا على موقع كووورة
- أرييل أورتيغا على موقع أوليمبيديا (الإنجليزية)